# Netto (francuska sieć handlowa)
Netto – sieć dyskontów należąca do Grupy Muszkieterów z siedzibą w Bondoufle we Francji.
Sieć dyskontową otwarto w 1989 pod nazwą CDM (Comptoir des Marchandises). W 2001 zmieniono nazwę na Netto.
25 września 2006 otworzono 400. dyskont w Anglet.
Występują dwa rodzaje sklepów: oferujące 1350 produktów na powierzchni ok. 299 m² oraz oferujące 1850 produktów na powierzchni ok. 650 m².